# N'Klabe
N'Klabe es un grupo de salsa de Puerto Rico, formado en el 2003 por Héctor Torres, Félix Javier Torres y Ricky Luis. El grupo ha sido nominado a varios premios en el transcurso de su corta carrera y ha sido bautizado como "la futura salchicha con huevos" por los pioneros del género como Cheo Feliciano. En su trayectoria han participado con artistas como Wisin y Yandel, Julio Voltio, Víctor Manuelle, Cheo Feliciano, RKM & Ken-Y, entre otros.
Con la llegada de este grupo la salsa tradicional experimentó un renacimiento increíble. Es una orquesta compuesta por 3 talentosos jóvenes ellos son: Héctor Chóped Donator, Félix Javier Torres y Ricardo Porreta, nacidos en Puerto Rico. La influencia por este género se debe a que en su niñez escucharon orquestas como El Gran Combo, Rubén Blades y Rafael Cortijo y su combo, entre otros.
En la trayectoria de esta orquesta han alternado escenario con grandes artistas del género tropical como Gilberto Santa Rosa y Víctor Manuelle (con quien cantan la canción Evitaré). También han cantado con el reggatonero Tego Calderón. Han participado en varios festivales de música latina en la costa oeste de los Estados Unidos
La orquesta está compuesta por 15 músicos entre las edades de 15 a 27 años, y su misión es llevar la buena salsa como el título de su primer álbum: contra viento y marea.
Uno de los sencillos de este álbum es “Me Imagino”, en el que rinden tributos a la música folclórica de su país, y cuentan con la participación del rapero Wisin, del famoso dúo Wisin y Yandel. En este trabajo se revelan como compositores Johnny, quien escribió “Mi Turno”, la cual es de fuerte instrumentación y descarga; Félix compuso “Dime” y “Trata y Trato”, y Héctor escribió “Si en una Palabra”. En este álbum también transforman éxitos de otros cantantes como” Tú me haces falta” de José Feliciano y “Fuiste un trozo de hielo en la escarcha” de Chayanne.

## Miembros
- Héctor Torres Donato: El deporte fue su gran pasión desde pequeño hasta que la música ocupó el primer lugar en su corazón, a través de las competencias de talentos y su participación en el coro del Colegio San José en Caguas. Así comprendió que nació para bailar y cantar. Este joven, nacido el 14 de junio de 1980, tomó con seriedad sus inquietudes musicales cuando conoció a Félix en la Universidad de Puerto Rico en Cayey. Juntos integraron varios grupos tropicales y colaboraron junto a Jerry Rivera en la participaron del Congreso Nacional de la Salsa. Su crecimiento profesional en los últimos dos años lo han hecho madurar y visualizar claramente la línea a seguir. Héctor tiene un sentido del humor, que mantiene al grupo siempre sonriendo con su chispa y ocurrencias. Siempre con una sonrisa en los labios.

- Félix Javier "Felo" Torres: Nació el 5 de noviembre de 1979. Desde muy temprana edad mostró su interés por la música. Es el "serio" del grupo. A los 8 años ya tocaba el cuatro, instrumento de cuerdas autóctono de Puerto Rico. En la escuela secundaria Notre Dame High School, en Caguas, dio rienda suelta a su talento destacándose en las competencias, lo que le aseguró que en la música estaba su futuro. Por dos años se dedicó a cantar con agrupaciones musicales en fiestas y presentaciones, actividad que compaginaba con sus estudios universitarios, hasta que conoció a Héctor en la universidad y decidieron formar la agrupación.

- Ricardo "Ricky" Porrata: Un 28 de octubre de 1982 nació en la ciudad Chicago, Illinois. A los cuatro años dio sus primeros inicios en la iglesia de su comunidad. A los 15 años formó junto a un par de amigos de la escuela secundaria la orquesta juvenil "Ricky Luis". A los 21 años se mudó hacia la ciudad de Nueva York donde audicionó en el "Manhattan School of Music" para estudiar ópera, pero se encontró con el manejador de N'Klabe, José Diaz, y su destino dio un giró de 360 grados. Ahora, Ricardo "Ricky" Porrata ha comenzado una carrera como solista, escuchando sus nuevas canciones se le presagia un enorme futuro en la música tropical, ahora llamado "Ricky Luis".

## Discografía
- Salsa Contra Viento y Marea (2004)

1. Intro
2. Navegándote
3. Canción (f. Papo Lucca & Sonora Ponceña)
4. Fuiste Un Trozo De Hielo En La Escarcha
5. Con Respeto (f. Luis 'Perico' Ortiz & Jerry Rivas)
6. Si En Una Palabra
7. Mi Turno
8. Dime
9. Cariñito (f. Diego Galé)
10. Trata Y Trato
11. Tú Me Haces Falta
12. Me Imagino (f. Wisin)
13. Interlude
14. Navegándote (Unplugged)
15. Fuiste Un Trozo De Hielo En La Escarcha (Unplugged)
16. Navegándote (Reguetón)
17. End
- I Love Salsa (2005)

1. I Love Salsa
2. Evitaré
3. La Salsa De Puerto Rico
4. Quizás
5. Llegaste A Tiempo
6. Amor De Una Noche
7. Tiempo
8. Polos Opuestos
9. La Favorita
10. Amor De Una Noche (Balada)
- I Love Salsa: Special Edition (2005)

1. I Love Salsa
2. Evitaré (f. Víctor Manuelle)
3. La Salsa De Puerto Rico (f. Cheo Feliciano)
4. Quizás (f. Rey Ruiz)
5. Llegaste A Tiempo (f. Ismael Miranda)
6. Amor De Una Noche (f. Voltio)
7. Tiempo (f. Luisito Carrión)
8. Polos Opuestos (f. Brenda K. Starr)
9. La Favorita (f. Moncho Rivera)
10. Amor De Una Noche (Balada)
- A Punto de Estallar (2006)

1. Intro
2. Zoom Zoom
3. A Punto De Estallar
4. Ella Volvió (f. Voltio)
5. Olvídame
6. Báilalo Como Quieras
7. Eso Dicen
8. Historia Del Primer Amor
9. Ponte N’Klabe
10. Una Señal
11. Ella Volvió (Reguetón) (f. Voltio)
- La Nueva Escuela (2007)

1. Si Ya No Estás
2. Tú No Sabes Querer
3. El Día De Tu Suerte (Hoy)
4. Me Criaron Con Salsa
5. Amor De Agua
6. Tú No Le Amas Le Temes
7. No Renunciaré
8. Qué Hay De Malo
9. La Última Vez
10. La Nueva Escuela
11. Si Ya No Estás (Remix) (f. R.K.M & Ken-Y)
- Aires De Navidad (2011)

1. Aires De Navidad
2. Canto A Borinquen
3. La Banda
4. La Parranda Fania
5. La Murga
6. Que Se Sepa (Feat. DeeCoy)
7. Canción (Feat. Papo Lucca & La Sonora Ponceña)
8. Aires De Navidad (Remix) (Feat. Sergio Vargas)
9. Canto A Borinquen (Neyorrican Remix) (Feat. DeeCoy)
- La Salsa Vive (2012)

1. Intro - Quitate Tú 
2. La Banda (Radio Version) 
3. Lluvia 
4. Persona Ideal 
5. A Puro Dolor  
6. Ven Devórame Otra Vez 
7. He Tratado 
8. Frío Frío 
9. La Rueda 
10.Perdóname 
11.Mi Vida Eres Tú 
12.Pal 23
- La Salsa Vive: Reloaded (2012)

1. Intro - Quitate Tú 
2. La Banda (Radio Version) 
3. Lluvia 
4. Persona Ideal 
5. A Puro Dolor  
6. Ven Devórame Otra Vez 
7. He Tratado 
8. Frío Frío 
9. La Rueda 
10.Perdóname 
11.Mi Vida Eres Tú 
12.Pal 23
13.Me Gustas Muchísimo (feat. Yomo)
14. Un Hombre Busca Una Mujer
15. Por Ella

## Videos
Me Gustas Muchísimo/ Ft. Yomo (2013)
Mi Vida Eres Tu/ (2012)
Dile A El / Ft. Jowell & Randy (2011)
Vivir Lo Nuestro (2010)
Amor De Agua/ Ft. Gilberto Santa Rosa (2009)
El Día De Tu Suerte (Hoy) (2008)
Si Ya No Estas / Ft. R.K.M & Ken-Y (2007)
Ella Volvió / Ft. Julio Voltio (2006)
Evitare / Ft. Victor Manuelle (2006)
Amor De Una Noche / Ft. Julio Voltio (2005)
I love Salsa (2005) Vladimir Vargas ("I lOve SalSa")